# Poa lanuginosa
Espèce
Poa lanuginosa, le pâturin lanugineux, est une espèce de plantes monocotylédones de la famille des Poaceae, sous-famille des Pooideae, originaire d'Amérique du Sud.
Ce sont des plantes herbacées vivaces, à rhizomes allongés, aux chaumes pouvant atteindre de 30 à 60 cm de haut et aux inflorescences en panicules. L'espèce est dioïque.

## Liste des variétés
Selon Tropicos (9 décembre 2017) (Attention liste brute contenant possiblement des synonymes) :
- Poa lanuginosa var. elata Speg.
- Poa lanuginosa var. lanuginosa
- Poa lanuginosa var. neuquina (Nicora) Giussani & Soreng
- Poa lanuginosa var. patagonica (Phil.) Giussani & Soreng